# Audi R18 e-tron quattro (2014-2015)
L'Audi R18 e-tron quattro est un prototype de voiture de sport développé et construit par Audi conformément à la réglementation LMP1. Elle reprend le même nom que le modèle précédant. La voiture a participé au Championnat du monde d'endurance FIA 2014 et aux 24 Heures du Mans 2014.

## Développement
Audi a présenté au public l'Audi R18 E-Tron Quattro RP4, qui a été construite conformément à la nouvelle réglementation, le 12 décembre 2013. Dans ce qu'Audi déclare être la voiture de course la plus complexe que la marque ait jamais construite, chaque composant a été nouvellement développé – ceci n’était pas le cas pour sa prédécesseur,. Elle est dotée d'un moteur V6 diesel turbocompressé,,,.

### Version Audi R18 E-Tron quattro RP5

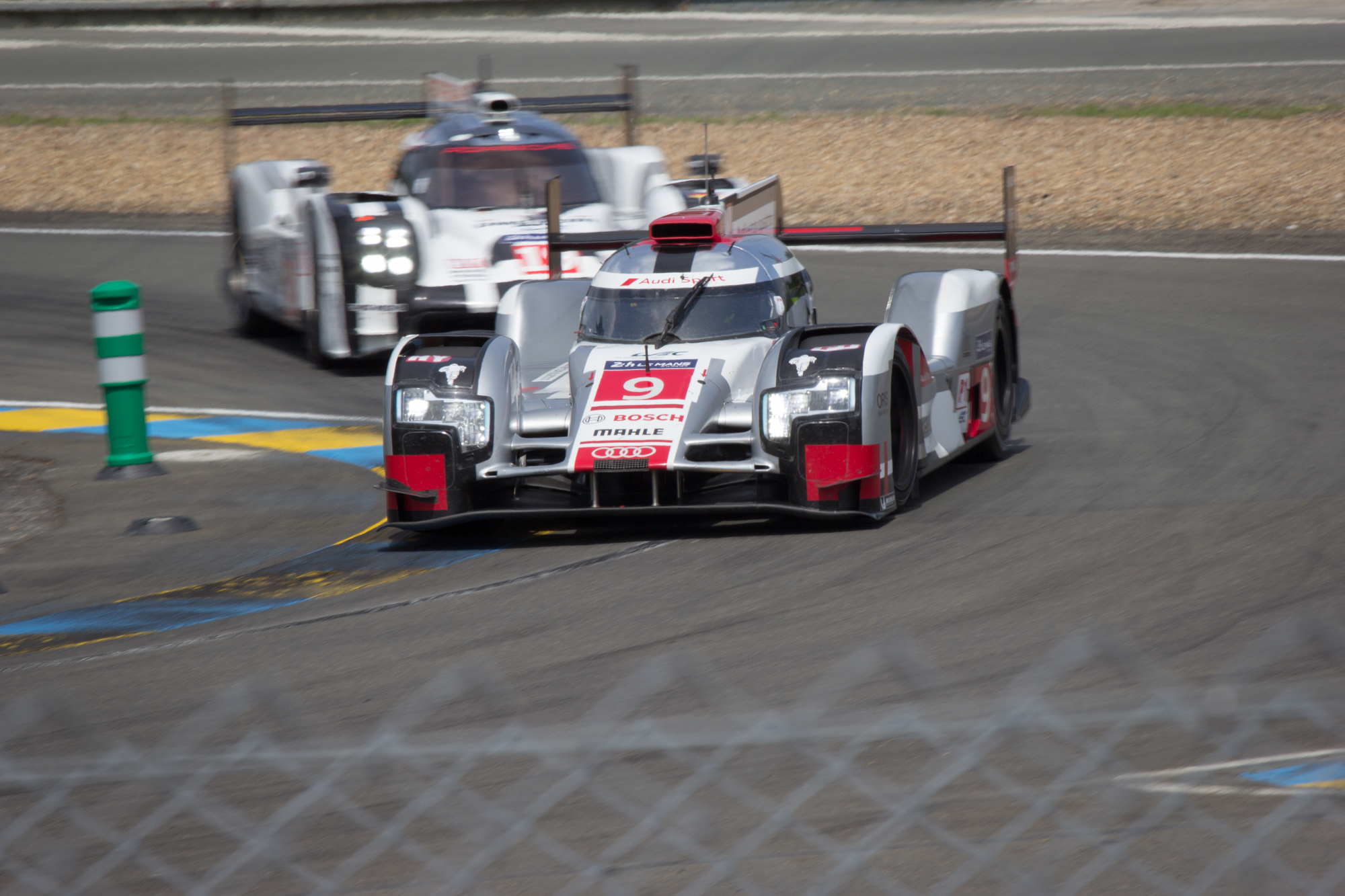
Audi R18 E-Tron quattro RP5.

L'Audi R18 E-Tron Quattro RP5 est un prototype de voiture de sport développé et construit par Audi conformément à la réglementation LMP1. La voiture a participé au Championnat du monde d'endurance FIA 2015 et aux 24 Heures du Mans 2015.
De nombreuses modifications ont été apportées par rapport à l'Audi R18 E-Tron Quattro RP4 de l'année précédente. La chose la plus frappante est l'avant, qui a été retravaillé pour un meilleur aérodynamisme et qui a des phares positionnés différemment. Le système hybride a été largement revu. En conséquence, le véhicule a été mis à niveau vers la catégorie des quatre mégajoules lors de la course des 24 heures du Mans. Le véhicule de l'année précédente était encore dans la catégorie des deux mégajoules et était donc désavantagé par rapport à la Porsche 919 Hybrid et la Toyota TS040 Hybrid.
Audi a engagé deux RP5 dans le Championnat du monde d'endurance FIA 2015, et un troisième véhicule de ce modèle a également été utilisé à Spa et au Mans.
Les deux premières courses de la saison, les 6 Heures de Silverstone et de Spa, ont été remportées, mais l'équipe a dû admettre sa défaite face à la Porsche Team pour le reste de la saison. Audi a terminé au classement général en deuxième et quatrième positions.

## Technologie
Le plan initial était de connecter un turbocompresseur électrique au système hybride. Il générait de l'énergie électrique lorsque la limite de pression de suralimentation était atteinte et s'écoulait dans le dispositif de stockage de masse rotatif également alimenté par un KERS sur l'essieu avant. Selon la stratégie de fonctionnement, l'énergie stockée pouvait être libérée vers l'essieu avant ou vers le turbocompresseur lors de l'accélération. Cependant, la partie turbocompresseur électrique du système hybride a été abandonnée pour des raisons de fiabilité. La puissance de la partie électrique du système hybride est supérieure à 170 kW.
D'autres changements incluent une carrosserie plus étroite de 10 cm, des pneus plus étroits, une hauteur du véhicule portée à 1 050 mm, des ailes avant avec un volet au lieu d'un diffuseur avant, des ailes arrière plus large de 20 cm, un poids brut réduit à 870 kg (poids net de 760 kg), des attaches pour les roues avant, une crash box, qui absorbe l'énergie lors d'un accident, derrière la transmission, un châssis monocoque renforcé et un système d'échappement modifié et une boîte de vitesses séquentielle à sept rapports.

## Courses
Audi a engagé 2 voitures dans le Championnat du monde d'endurance FIA 2014, la voiture a fait ses débuts en course le 20 avril 2014 aux 6 Heures de Silverstone. Une troisième voiture Audi a été utilisée lors des 6 Heures de Spa et des 24 Heures du Mans 2014. L'Audi numéro 2 avec les pilotes André Lotterer, Marcel Fässler et Benoît Tréluyer a réussi à remporter les 24 Heures du Mans devant l'Audi numéro 1 avec les pilotes Tom Kristensen, Marc Gené et Lucas di Grassi.
Le trio de pilotes qui avait réussi au Mans s'est à nouveau imposé lors de la course des 6 heures d’Austin.

## Équipage de conduite

### Équipage de conduite de la version 4
| Liste de départ                           | Liste de départ                 | Liste de départ         | Liste de départ | Liste de départ             | Liste de départ                        | Liste de départ         |
| Nr.                                       | Équipe                          | Véhicule                | Pneus           | Pilote                      | Pilote                                 | Pilote                  |
| ----------------------------------------- | ------------------------------- | ----------------------- | --------------- | --------------------------- | -------------------------------------- | ----------------------- |
| Championnat du monde d’endurance FIA 2014 |                                 |                         |                 |                             |                                        |                         |
| 1                                         | Allemagne Audi Sport Team Joest | Audi R18 e-tron quattro | M               | Brésil Lucas di Grassi      | France Loïc Duval / Espagne Marc Gené* | Danemark Tom Kristensen |
| 2                                         | Allemagne Audi Sport Team Joest | Audi R18 e-tron quattro | M               | Suisse Marcel Fässler       | Allemagne André Lotterer               | France Benoît Tréluyer  |
| 3                                         | Allemagne Audi Sport Team Joest | Audi R18 e-tron quattro | M               | Portugal Filipe Albuquerque | Royaume-Uni Oliver Jarvis              | Italie Marco Bonanomi   |

*  : L'Audi R18 e-tron quattro n°3 n'a participé qu'à la course des 6 heures de Spa Francorchamps et aux 24 Heures du Mans. Le pilote de réserve au Mans pour Audi était l'Espagnol Marc Gene, également utilisé aux essais après l'accident de Loïc Duval, alors que Gene était inscrit sur la Zytek de Jota Sport.

### Équipage de conduite de la RP5
Il y a eu deux changements dans l'équipe Audi par rapport à l'année dernière : le Britannique Oliver Jarvis remplace le Danois Tom Kristensen, qui a pris sa retraite à la fin de la saison 2014 du WEC. Le deuxième changement est que Mike Rockenfeller a été promu pilote de réserve, en remplacement de l'Espagnol Marc Gené qui est parti chez Nissan plus tôt cette année.
| Liste de départ                       | Liste de départ                 | Liste de départ         | Liste de départ | Liste de départ             | Liste de départ          | Liste de départ           |
| Nr.                                   | Équipe                          | Véhicule                | Pneus           | Pilote                      | Pilote                   | Pilote                    |
| ------------------------------------- | ------------------------------- | ----------------------- | --------------- | --------------------------- | ------------------------ | ------------------------- |
| Championnat du monde d’endurance 2015 |                                 |                         |                 |                             |                          |                           |
| 7                                     | Allemagne Audi Sport Team Joest | Audi R18 e-tron quattro | M               | Suisse Marcel Fässler       | Allemagne André Lotterer | France Benoît Tréluyer    |
| 8                                     | Allemagne Audi Sport Team Joest | Audi R18 e-tron quattro | M               | Brésil Lucas di Grassi      | France Loïc Duval        | Royaume-Uni Oliver Jarvis |
| 9                                     | Allemagne Audi Sport Team Joest | Audi R18 e-tron quattro | M               | Portugal Filipe Albuquerque | Allemagne René Rast      | Italie Marco Bonanomi     |

Le pilote de réserve pour Le Mans est l'Allemand Mike Rockenfeller, qui a piloté un prototype Audi Le Mans de 2007 à 2012. Il pilote actuellement en DTM.